# Guren no Yumiya
Guren no Yumiya (紅蓮の弓矢, auf Deutsch „Feuerroter Pfeil und Bogen“) ist ein Lied der japanischen Rock-/Symphonic-Metal-Band Linked Horizon, welches am 10. Juli des Jahres 2013 auf der Single Jiyū e no Shingeki (自由への進撃, „Der Griff nach Freiheit“) über Pony Canyon erstveröffentlicht wurde.
Es ist das Lied, welches in der ersten Vorspannsequenz der ersten Staffel der Anime-Fernsehserie Attack on Titan, zu hören ist. Das Werk erhielt Auszeichnungen bei den Newtype Anime Awards, dem Animation Kōbe, beim Anime Grand Prix und den Billboard Japan Music Awards. Von der Recording Industry Association of Japan wurde das Lied zwischenzeitlich mit zweifach-Platin für 500.000 digitale Verkäufe in Japan ausgezeichnet.
Das Stück ist in japanischer Sprache geschrieben und enthält zudem deutschsprachige Textpassagen.

## Hintergrund und Veröffentlichung
Das Lied, welches in der ersten Vorspannsequenz der ersten Staffel der Anime-Umsetzung der Manga-Reihe Attack on Titan zu hören ist, erschien am 8. April 2013 zunächst in der gekürzten TV-Fassung auf digitaler Ebene. Eine Veröffentlichung der kompletten Version des Liedes erfolgte im Juli gleichen Jahres auf der Single-CD Jiyū e no Shingeki, auf der auch die Lieder Jiyū e no Tsubasa (自由の翼, „Die Flügel der Freiheit“) und Moshi Kono Kabe no Naka ga Ikken no Ie da to Shitara (もしこの壁の中が一軒の家だとしたら) enthalten sind. Guren no Yumiya und Jiyū e no Tsubasa sind zudem die ersten beiden Lieder der Gruppe, die für eine Anime-Produktion geschrieben und eingespielt wurden.
Laut Revo, der das Lied komponierte, den Liedtext schrieb und das Stück produzierte, „verliebte er sich in das Franchise nachdem er den ersten Mangaband gelesen hatte.“ Während des Entstehungsprozesses des Liedes traf sich Revo des Öfteren mit dem Schöpfer der Reihe, Hajime Isayama, sowie dem Regisseur der Anime-Umsetzung, Tetsurō Araki. Das Lied ist auf dem Album Shingeki no Kiseki (進撃の軌跡) zu finden, welches am 17. Mai 2017 veröffentlicht wurde. Am 5. Oktober 2015 veröffentlichte die Gruppe eine Spin-Off-Version des Liedes unter dem Titel Seishun wa Hanabi no You Ni (青春は花火のように), welches in der ersten Vorspannsequenz des Ableger-Anime Attack on Titan: Junior High zu hören ist.

## Komposition und Inhalt
Komponiert und getextet wurde das Lied von Revo, dem Bandleader von Linked Horizon. Die Haupttonart des Stückes ist Cis-Moll, das Tempo beträgt 95 BpM und als Taktart wurde der 4/4-Takt gewählt. Laut Billboard Japan wurde das Lied so konstruiert, dass es die Gefühle der Charaktere aus Attack on Titan durch Musik und Poesie so realistisch wie möglich abbildet.
Laut Ashley Y. Lee von der Studentenzeitung The Harvard Crimson der Harvard-Universität verfüge das Stück verschiedene musikalische Merkmale, darunter einen Liedtext in japanischer und deutscher Sprache, sowie einem starken Beat mit anschwellender Melodie. Abema Times beschrieb das Lied als „heavy und schnell“, wodurch es kraftvoll wirke.

## Besondere Auftritte und Coverversionen
Seit der Veröffentlichung und Nutzung des Liedes als Musik in der Vorspannsequenz der ersten Staffel von Attack on Titan spielte die Gruppe das Stück mehrfach im japanischen Fernsehen. Auch wurde das Stück auf Konzerten der Gruppe gespielt, so zum Beispiel bei Auftritten der Band in Tokio, Osaka und Nagoya, welche im Rahmen ihrer ersten Japantournee ausgetragen wurden oder bei ihrem ersten internationalen Konzert in Singapur im Rahmen des Anime Festival Asia. Die Performance des Stückes beim 64. Kōhaku Uta Gassen am 31. Dezember 2013 sorgte dafür, dass der Name Jaeger – der Protagonist des Franchises trägt diesen Namen – mit mehr als 170.000 Tweets auf Twitter trendete, als eine Anspielung an das Lied und den Anime.
Guren no Yumiya wurde bereits mehrfach gecovert. So spielte das Japan Theater Symphony Orchestra im Juli des Jahres 2015 im Rahmen Anison-Musikfestivals Anime Symphonia. Im April 2018 veröffentlichte die japanische Popband The Hoopers in Zusammenarbeit mit dem Webvideoproduzenten Kobasolo eine gemeinsame Coverversion des Liedes. Im Juli gleichen Jahres veröffentlichte die niederländische Symphonic-Metal-Gruppe Epica ihre EP Epica vs. Attack on Titan Songs, auf welcher eine englischsprachige Coverversion des Liedes unter dem Titel Crimson Bow and Arrow zu finden ist. Das Cover kam auf eine Anfrage Revos, der selbst ein Fan von Epica ist, zustande. Die japanische Sängerin May J. sang eine Coverversion des Liedes auf ihrem Halloween-Konzert am 31. Oktober 2020.
Die Vorspannsequenz wurde vom US-amerikanischen Kongressabgeordneten von Arizona, Paul Gosar, parodiert und zeigt unter anderem die New Yorker Kongressabgeordnete Alexandria Ocasio-Cortez sowie Präsident Joe Biden als Titanen. Die Demokratische Partei zeigte sich empört und eine Abstimmung im Repräsentantenhaus der Vereinigten Staaten führte dazu, diese Parodie als Gefährdung einzustufen. Gosar wurde für dieses Video getadelt.
Das Lied wurde auch bei Baseballspielen der Yomiuri Giants und während des Bogenschießen-Wettbewerbs bei den Olympischen Sommerspielen in Tokio gespielt.

## Erfolg

### Kommerziell
Guren no Yumiya erhielt von der Recording Industry Association of Japan (RIAJ) zwischenzeitlich zweifach-Platin-Status für 500.000 verkaufte digitale Einheiten des Liedes. Die gekürzte Fernsehfassung des Liedes wurde mit einer Goldenen Schallplatte im Klingelton-Segment ausgezeichnet. Im Juli des Jahres 2024 erhielt das Lied von der RIAJ Gold im Musikstreaming-Segment.

### Chartplatzierungen
Das Lied ist in Japan recht erfolgreich. Es erreichte auf Anhieb mehrere Spitzenpositionen anbieterbezogene Charts, wie bei Amazon Japan, iTunes Japan, Mora, Music.jp und den täglichen Animecharts von Recochoku. In den täglich ermittelten Animecharts des Anbieters Dwango holte das Lied mit Platz zwei seine höchste Notierung. Nachdem das Lied in seiner kompletten Version veröffentlicht worden war, erreichte es den ersten Platz der monatlichen Karaoke-Charts des Anbieters Joysound, wo es das Lied Memeshikute der Band Golden Bomber, welche neun Monate lang die Spitzenposition innehatte, ablöste.
In den von Billboard Japan veröffentlichten Japan Hot 100, den Hot Animation und den Top Singles Charts stieg das Stück auf Anhieb auf Platz eins ein. In Südkorea verpasste das Lied eine Notierung in den offiziellen Singlecharts, positionierte sich aber stattdessen auf Platz 27 der besten Lieder eines ausländischen Künstlers. Im Jahr 2014 stieg Guren no Yumiya zudem auf Platz vier der US World Digital Song Sales ein.
In den Jahrescharts von Billboard Japan belegte Guren no Yumiya Platz 13 in den Japan Hot 100 und den ersten Platz in den Hot-Animation-Charts.

### Musikpreise
Im Jahr 2013 wurde das Lied bei den Animation Kōbe Awards, beim Anime Grand Prix und den Newtype Anime Awards als beste Vorspannmusik ausgezeichnet. Zudem erhielt Guren no Yumiya eine Auszeichnung bei den Billboard Japan Music Awards.
Im Jahr 2019 wurde das Lied als einer von drei Titeln mit dem Performance-Preis bei den ersten Anime Song Awards bedacht.
| Jahr | Auszeichnung                 | Kategorie                     | Resultat | Quellen       |
| ---- | ---------------------------- | ----------------------------- | -------- | ------------- |
| 2013 | Animation Kōbe Awards        | Theme Song Award              | Gewonnen | [ 34 ]        |
| 2013 | Anime Grand Prix             | Best Anime Song               | Gewonnen | [ 35 ]        |
| 2013 | Billboard Japan Music Awards | Hot Animation of the Year     | Gewonnen | [ 37 ] [ 38 ] |
| 2013 | Newtype Anime Awards         | Best Theme Song               | Gewonnen | [ 36 ]        |
| 2019 | Anime Song Awards            | Performance Award (2010–2019) | Gewonnen | [ 39 ]        |

## Die CD-SingleJiyū e no Shingeki

### Übersicht
Das Lied Guren no Yumiya als Eröffnungstrack der drei Lieder umfassenden CD-Single Jiyū e no Shingeki, die am 10. Juli 2013 erschien, herausgegeben und erschien am gleichen Tag auch als digitaler Download. Zuvor wurde das Lied im April als gekürzte TV-Fassung veröffentlicht. Das zweite Lied auf der Single-CD heißt Jiyū no Tsubasa und fungierte als Musikstück, welches in der zweiten Vorspannsequenz der ersten Staffel von Attack on Titan zu hören ist. Das dritte Stück der Single trägt den Namen Moshi Kono Kabe no Naka ga Ikken no Ie da to Shitara.

### Mitwirkende
Die mitwirkenden Musiker und an der Produktion des Liedes beteiligten Personen wurden anhand des Eintrages in der Video Game Music Database gelistet.
| Musiker - Revo – Gesang - Sascha – Erzähler - YUKI – E-Gitarre, Akustikgitarre - Atsushi Hasegawa – E-Bass - Kōji Igarashi – E-Orgel, Piano, Cembalo - JUN-JI – Schlagzeug Orchester - Erste Violine: Gen Ittetsu, Yoshiko Kaneko, Maki Nagata, Kaoru Kuroki, Yuko Kajitani, Yayoi Fujita - Zweite Violine: Takuya Mori, Osamu Iyoku, Masayoshi Fujimura, Leina Ushiyama - Bratsche: Shōko Miki, Daisuke Kadowaki - Cello: Kaori Morita, Masahiro Tanaka, Toshiyuki Muranaka - Kontrabass: Yoshinobu Takeshita - Trompete: Masanori Suzuki, Shiro Sasaki, Shinichi Yamashita, Yuki Urata - Posaune: Kanade Shishiuchi, Makoto Igarashi, Hiroki Sato, Koichi Nonoshita - Horn: Takashi Naitoh, Naoki Ishiyama, Takato Saijyo, Satoshi Matsuda, Yasushi Higa, Toyohide Watanabe - Tuba: Masashi Kina, Atsushi Matsunaga - Flöte, Piccoloflöte: Hideo Takakuwa - Oboe: Satoshi Shōji - Klarinette: Kimio Yamane - Fagott: Toshitsugu Inoue - Perkussion: Mataro Misawa - Harfe: Tomoyuki Asakawa - Chor: Choir -Kyo- (Ritsuyukai), Ensemble OtonoHa | Produktionsteam - Revo – Komposition, Liedtext, Produktion, Arrangements, Programming - Suminobu Hamada – Aufnahmeingenieur - Akihiro Tabuchi – Aufnahmeingenieur - Kosuke Abe – Assistant Engineer - Eriko Ijima – Assistant Engineer - Akiyoshi Tanaka – Assistant Engineer - Hiroyuki Kishimoto – Assistant Engineer - Satoshi Akai – Assistant Engineer - Chie Sato – Assistant Engineer - Kazunori Okamoto – Assistant Engineer - Yoshinori Kashiwagura – Assistant Engineer - Satoshi Yoneda – Assistant Engineer - Norihiko Katsumata – Assistant Engineer - Suminobu Hamada – Mixing - Yasuji Maeda – Mastering - Hirokazu Ebisu – Editor (Soundeffekte) - Yoshinori Koba – Chorleitung |

### Titelliste
| Nr. | Titel                                                                                   | Komponisten        | Länge |
| --- | --------------------------------------------------------------------------------------- | ------------------ | ----- |
| 1.  | 紅蓮の弓矢 Guren no Yumiya                                                              | Revo (Musik, Text) | 5:16  |
| 2.  | 自由の翼 Jiyū no Tsubasa                                                                | Revo (Musik, Text) | 5:28  |
| 3.  | もしこの壁の中が一軒の家だとしたら Moshi Kono Kabe no Naka ga Ikken no Ie da to Shitara | Revo (Musik, Text) | 4:12  |

### Erfolg der Single
Jiyū e no Shingeki stieg auf Platz zwei der offiziellen Singlecharts von Oricon ein und verblieb insgesamt 57 Wochen in den Charts. Laut Oricon verkaufte sich die CD in der Veröffentlichungswoche 129.000 mal.
Jiyū e no Shingeki wurde im August 2013 von der Recording Industry Association of Japan zwischenzeitlich mit Platin für 250.000 verkaufter Tonträger ausgezeichnet.